# Schmücke dich, o liebe Seele, BWV 180
Schmücke dich, o liebe Seele, BWV 180 (Abilla't, ànima estimada), és una cantata religiosa de Johann Sebastian Bach per al vintè diumenge després de la Trinitat, estrenada a Leipzig el 22 d'octubre de 1724.

## Origen i context
L'autor, desconegut, es basa en l'himne del mateix títol de Johann Franck (1653), és un exemple típic d'una cantata coral, ja que en respecta la primera i l'última estrofa, i modifica les altres per a les àries (segona i setena estrofes) i la resta per als recitatius. L'evangeli del dia Mateu (22, 1-14) narra la Paràbola dels convidats al banquet, que queda reflectida en el mateix títol; aquesta paràbola ha estat interpretada com una referència a l'Eucaristia i en aquest sentit s'escollí un coral de comunió. És interessant notar com, d'una manera dissimulada, Bach compon diversos passatges com a elements d'una Tafelmusik – conjunt de danses destinades a banquets i festes senyorials – destinats a acompanyar l'eucaristia. És la primera vegada que Bach incorpora un violoncel piccolo, de cinc cordes, les altres vuit són BWV 6, BWV 41, BWV 49, BWV 68, BWV 85, BWV 115, BWV 175 i BWV 183. Per a aquest diumenge es conserven altres tres cantates, la BWV 49, BWV 162 i la BWV 54, interpretada també el tercer diumenge de Quaresma.

## Anàlisi
Obra escrita per a soprano, contralt, tenor, baix i cor; dues flautes de bec, flauta travessera, oboè, oboe da caccia, violoncel piccolo, corda i baix continu. Consta de set números i és la primera cantata que s'empra un violoncel piccolo.
1. Cor: Schmücke dich, o liebe Seele (Abilla’t, ànima estimada)
2. Ària (tenor): Ermuntre dich: dein Heiland klopft (Deixondeix-te: el teu Salvador truca)
3. Recitatiu i coral (soprano): Wie teuer sind des heilgen Mahles Gaben! (Que preciosíssims són els dons de la santa Cena)
4. Recitatiu (contralt): Mein Herz fühlt in sich Furcht und Freude (El meu cor sent temor i joia)
5. Ària (soprano): Lebens Sonne, Licht der Sinnen (Sol de la vida, llum dels sentits)
6. Recitatiu (baix): Herr, lass an mir dein treues Lieben (Senyor, feu que el vostre amor fidel)
7. Coral: Jesu, wahres Brot des Lebens (Jesús, vertader Pa de Vida)

El primer número, ple de gràcia i dolçor, és un gran exemple de la millor polifonia bachiana; un concert instrumental a càrrec de l'orquestra – flautes, oboès, corda i continu – amb un aire de giga que introdueix els temes que posteriorment desenvolupen les veus. En el segon número, amb aire de bourrée, la música respon la intervenció del tenor amb una participació virtuosística de la flauta travessera. En el tercer número el soprano fon un recitatiu secco amb un arioso amb la melodia del coral, amb l'acompanyament del violoncel piccolo. El número 4 és un recitatiu de contralt amb les dues flautes travesseres, amb una breu vocalització sobre Freude (joia), que dona pas a l'ària de soprano amb la participació de tota l'orquestra amb aire de polonesa, a destacar la vocalització sobre Alles (tot) amb una sèrie de semicorxeres. El recitatiu de baix del número 6 es converteix en arioso en la part final deiner Liebe stets gedenke (que tothora es recordi del vostre amor), precedeix el coral final amb la melodia harmonitzada de Johann Crüger (1649). La cantata té una durada aproximada de quasi mitja hora.

## Discografia seleccionada
- J.S. Bach: Das Kantatenwerk. Sacred Cantatas Vol. 9. Gustav Leonhardt, Leonhardt-Consort, Knabenchor Hannover (Heinz Hennig, director), Collegium Vocale Gent (Philippe Herreweghe, director), Jan Patrick O’Farrell (solista del cor), Paul Esswood, Kurt Equiluz, Max van Egmond. (Teldec), 1994.
- J.S. Bach: The complete live recordings from the Bach Cantata Pilgrimage. CD 48: Cattedrale di San Lorenzo, Gènova; 4 de novembre de 2000. John Eliot Gardiner, English Baroque Soloists, Monteverdi Choir, Magdalena Kozena, Sara Mingardo, Chrristoph Genz, Peter Harvey. (Soli Deo Gloria), 2013.
- J.S. Bach: Complete Cantatas Vol. 10. Ton Koopman, Amsterdam Baroque Orchestra & Choir, Caroline Stam, Michael Chance, Paul Agnew, Klaus Mertens. (Challenge Classics), 2006.
- J.S. Bach: Cantatas Vol. 26. Masaaki Suzuki, Bach Collegium Japan, Yukari Nonoshita, Timothy Kenworthy-Brown, Makoto Sakurada, Peter Kooij. (BIS), 2005.
- J.S. Bach: Church Cantatas Vol. 54. Helmuth Rilling, Bach-Collegium Stuttgart, Gächinger Kantorei Stuttgart, Arleen Augér, Carolyne Watkinson, Adalbert Kraus, Walter Heldwein. (Hänssler), 1999.
- J.S. Bach: Cantatas for the Liturgical Year, Vol. 1. Sigiswald Kuijken, La Petite Bande, Sophie Karthäuser, Petra Noskaiova, Chrristoph Genz, Dominik Wörner. (Accent), 2004.
- J.S. Bach: Cantatas with Violoncelle Piccolo, Vol. 1. Christopher Coin, Das Leipziger Concerto Vocale, Ensemble Baroque Limoges, Barbara Schlick, Andreas Scholl, Christoph Prégardien, Gotthold Schwarz. (Audis Astrée), 1993.